# 豊浦町 (小松島市)
豊浦町（とようらちょう）は徳島県小松島市の町名。郵便番号は773-0019。

## 地理
小松島市の中心部に位置し、南は赤石町、東は和田津開町に接続、北は小松島湾に臨んでいる。全域が日本製紙小松島工場の敷地であり、住民の全員が社宅住まいであったが、2008年9月30日に工場は閉鎖しており、現在は誰も住んでおらず、廃墟の状態である。地形は平均標高5mくらいである。

## 歴史
昭和43年から現在の町名となった。元は豊浦浜・常盤町および和田津開町の一部。旧常盤町の大部分は現在山陽国策パルプおよび関連工場の工場用地となっている。

## 世帯数と人口
2022年（令和4年）7月31日現在の世帯数と人口は以下の通りである。
| 町丁   | 世帯数 | 人口 |
| ------ | ------ | ---- |
| 豊浦町 | 0世帯  | 0人  |

## 小・中学校の学区
市立小・中学校に通う場合、学区は以下の通りとなる。
| 番地 | 小学校               | 中学校                   |
| ---- | -------------------- | ------------------------ |
| 全域 | 小松島市立新開小学校 | 小松島市立小松島南中学校 |

## 施設
- 日本製紙小松島工場跡地